# Будагян, Фаддей Ервандович
Фаддей Ервандович Будагян, арм. Մանուկ Աբեղյան; (1895—1975) — советский учёный-гигиенист и педагог, организатор изучения и разработки методов исследования химического состава и питательной ценности пищевых продуктов, доктор медицинских наук (1941), профессор (1949).

## Биография
Родился 21 января 1895 года в Эривани (с 1936 года Ереван, столица Армянской ССР).
С 1914 по 1919 год обучался на медицинском факультете Московского государственного университета.
С 1919 по 1924 год на научной работе в Санитарно-гигиеническом институте Наркомздрава РСФСР в должности научного сотрудника пищевого отдела. С 1924 по 1930 год на научно-исследовательской работе в Государственном институте народного здравоохранения в должности научного сотрудника. 
С 1930 по 1958 год, в течение двадцати восьми лет Ф. Е. Будагян был на научно-исследовательской работе в Институте питания АМН СССР в должности заведующего отделом пищевой гигиены. С 1932 по 1975 год одновременно с научной занимался и педагогической работой в Центральном ордена Ленина институте усовершенствования врачей в должностях: с 1932 по 1934 год — доцент, и с 1934 по 1968 год — организатор и первый заведующий кафедрой гигиены питания, с 1968 по 1975 год — научный консультант этой кафедры.

### Научно-педагогическая деятельность
Основная научно-педагогическая деятельность Ф. Е. Будагяна была связана с вопросами в области гигиены питания и профилактики пищевых отравлений. Под руководством Ф. Е. Будагяна было создано первое в Советском Союзе научное направление по разработке и изучению методов исследования питательной ценности и химического состава пищевых продуктов. С 1960 по 1970 год Ф. Е. Будагян являлся членом Комитета экспертов по пищевым добавкам при Всемирной организации здравоохранения и председателем Междуведомственной комиссии по изучению химического состава пищевых продуктов Минздрава СССР.
В 1941 году он защитил диссертацию на соискание учёной степени доктора медицинских наук, в 1949 году ему было присвоено учёное звание профессор. Под руководством Ф. Е. Будагяна было написано более ста шести научных трудов, в том числе монографий. Ф. Е. Будагян был редактором редакционного отдела «Гигиена» 2-го и 3-го издания Большой медицинской энциклопедии.
Скончался 5 ноября 1975 года в Москве, похоронен на Армянском кладбище.

## Награды
- Орден Ленина